# XI Comando Administrativo Aéreo
El XI Comando Aéreo Administrativo (XI. Luftgau-Kommando) fue una unidad de la Luftwaffe durante la Segunda Guerra Mundial.

## Historia
Fue formado el 4 de febrero de 1938 en Hannover como IX Comando Administrativo Aéreo.

## Comandante general
- General de Vuelo Ludwig Wolf – (4 de febrero de 1938 – julio de 1944)
- General de Vuelo Rudolf Bogatsch – (21 de julio de 1944 – 31 de agosto de 1944)
- General de Artillería Antiaérea Dipl.Ing. Heinrich Burchard – (31 de agosto de 1944 – septiembre de 1944)
- General de Vuelo Ludwig Wolf – (septiembre de 1944 – 8 de mayo de 1945).

### Jefes de Estado Mayor
- Coronel Otto Schöbel – (? – 9 de octubre de 1939)
- Mayor general Alfred Schlemm – (9 de octubre de 1939 – 16 de diciembre de 1940)
- Teniente coronel Günther Sachs – (16 de diciembre de 1940 – 10 de febrero de 1942)
- Coronel Fritz Laicher – (febrero de 1942 – 1944)
- Coronel Hans Schumann – (? – 8 de mayo de 1945)

## Territorio abarcado
- 4 de febrero de 1938 - el mismo como XI Distrito Militar.
- 1 de abril de 1939 - se hizo cargo del antiguo territorio de X Comando Administrativo Aéreo.
- 1 de abril de 1939 - Mecklenburg, Pomerania al norte Occidental y Priegnitz es añadida.
- abril de 1940 - Dinamarca es añadida.
- febrero de 1944 - renunció al este de Mecklemburgo, Altmark y Priegnitz de las áreas de III Comando Administrativo Aéreo.

## Bases
| 4 de febrero de 1938 – marzo de 1940 | Hannover           |
| marzo de 1940 – 8 de mayo de 1945    | Hamburg-Blankenese |

## Unidades subordinadas
- 11° Regimiento del Comando Aéreo de Comunicaciones en Hannover – (julio de 1938 – octubre de 1944)
- 11° Batallón del Comando Aéreo de Comunicaciones en Pinneberg – (octubre de 1944 – mayo de 1945)
- 11° Batallón del Comando Aéreo de Comunicaciones en Hamburgo (?) – (julio de 1938 – 1944)
- Comando Zona Base Aérea Schleswig – (julio de 1939 – marzo de 1941)
- Comando Zona Base Aérea Stade – (julio de 1939 – marzo de 1941)
- Comando Zona Base Aérea Blankensee – (julio de 1939 – marzo de 1941)
- Comando Zona Base Aérea Schwerin – (julio de 1939 – marzo de 1941)
- Comando Zona Base Aérea Greifswald – (julio de 1939 – marzo de 1941)
- Comando Zona Base Aérea Langenhagen – (julio de 1939 – marzo de 1941)
- Comando Zona Base Aérea Lüneburg – (julio de 1939 – marzo de 1941)
- Comando Zona Base Aérea Delmenhorst – (julio de 1939 – marzo de 1941)
- Comando Zona Base Aérea Jever – (julio de 1939 – marzo de 1941)
- Comando Zona Base Aérea Stendal – (julio de 1939 – marzo de 1941)
- Comando Zona Base Aérea Güstrov – (julio de 1939 – marzo de 1941])
- Comando Zona Base Aérea Parchim – (julio de 1939 – agosto de 1940)
- Comando Zona Base Aérea Seeland en Copenhague - (julio de 1940 – marzo de 1941)
- Comando Zona Base Aérea Jütland en Aalborg Oeste – (julio de 1940 – marzo de 1941)
- 1./XI Comando Zona Base Aérea en Aalborg Oeste/Holding – (marzo de 1941 – mayo de 1945)
- 3./XI Comando Zona Base Aérea en Schleswig – (marzo de 1941 – marzo de 1945)
- 5./XI Comando Zona Base Aérea en Stade/Wesermünde – (marzo de 1941 – febrero de 1942)
- 6./XI Comando Zona Base Aérea en Lübeck-Blankensee/Schwerin (marzo de 1941 – mayo de 1945)
- 7./XI Comando Zona Base Aérea en Schwerin – (marzo de 1941 – junio de 1941)
- 9./XI Comando Zona Base Aérea en Greifswald/Delmenhorst – (marzo de 1941 – mayo de 1945)
- 12./XI Comando Zona Base Aérea en Langenhagen/Mellendorf – (marzo de 1941 – mayo de 1945)
- 13./XI Comando Zona Base Aérea en Lüneburg – (marzo de 1941 – febrero de 1943)
- 14./XI Comando Zona Base Aérea en Delmenhorst – (marzo de 1941 – enero de 1942)
- 15./XI Comando Zona Base Aérea en Jever – (marzo de 1941 – febrero de 1943)
- 16./XI Comando Zona Base Aérea en Stendal – (marzo de 1941 – febrero de 1943)
- 17./XI Comando Zona Base Aérea en Güstrov/Perleberg – (marzo de 1941 – febrero de 1943)
- 18./XI Comando Zona Base Aérea en Parchim – (septiembre de 1941 – diciembre de 1941)
- 22./XI Comando Zona Base Aérea en Dangast – (septiembre de 1944 – abril de 1945)
- 23./XI Comando Zona Base Aérea en Dragør/Værløse – (abril de 1944 – mayo de 1945)
- 24./XI Comando Zona Base Aérea en Copenhague - (agosto de 1941 - enero de 1943)
- 25./XI Comando Zona Base Aérea en Delmenhorst - (septiembre de 1941 - febrero de 1943)
- 8./VI Comando Zona Base Aérea en Lüneburg-Brietlingen - (julio de 1944 - abril de 1945)
- 7./XII Comando Zona Base Aérea en Lübeck-Vorrade - (octubre de 1944 - marzo de 1945)
- 3° División Antiaérea en Hamburg - (septiembre de 1941 - abril de 1945)
- 8° División Antiaérea en Bremen - (septiembre de 1941 - abril de 1945)
- 8° Brigada Antiaérea en Oldenburg/Hannover/Wismar - (febrero de 1941 - marzo de 1945)
- 15° Brigada Antiaérea en Hannover-Burgdorf - (junio de 1942 - abril de 1944)
- III Comando de Defensa Aérea en Hamburg - (agosto de 1939 - septiembre de 1941)
- VI Comando de Defensa Aérea en Hamburg/Hannover - (agosto de 1938 - julio de 1940)
- VIII Comando de Defensa Aérea en Hannover/Bremen - (1 de septiembre de 1939 - septiembre de 1941)
- Comando Aéreo de Defensa de Dinamarca (123° Regimiento Antiaéreo) en Aarhus - (1942 - abril de 1944)
- Grupo Antiaéreo Schleswig-Holstein (66° Regimiento Antiaéreo) en Flensburg - (julio de 1943 - marzo de 1944)
- 122° Regimiento Antiaéreo (ferroviario) en Hamburg(?) - (abril de 1944 - julio de 1944)

## Subordinadas
| 4 de febrero de 1938 – 1 de febrero de 1939 | II Comando del Grupo de la Fuerza Aérea |
| 1 de febrero de 1939 – 21 de marzo de 1941  | 2.ª Flota Aérea                         |
| 21 de marzo de 1941 – 27 de enero de 1944   | Comandante de la Fuerza Aérea Centro    |
| 27 de enero de 1944 – 8 de mayo de 1945     | Flota Aérea del Reich                   |